# Aporia: Beyond the Valley
Aporia: Beyond the Valley — это инди-игра, приключенческая головоломка, разработанная независимой датской студией Investigate North в Копенгагене. Издателем выступила компания Green Man Gaming из Лондона. Выход игры состоялся 19 июля 2017 года на цифровых площадках Steam, Green Man Gaming и Humble Bundle. Согласно сюжету, безымянная героиня пробуждается из сна в капсуле, чтобы обнаружить себя в неизвестной стране, где не осталось ни одной живой души. Игрок должен выяснить причину данного явления и на пути решать головоломки.
Aporia, создавалась, как мистическая и атмосферная головоломка, полная тайн. Разработчики хотели передать повествовательную линию «без единого слова», вдохновляясь игрой Journey. Несмотря на возможность разных интерпретаций, команда хотела по прежнему передать достаточно ясное сюжетное повествование, избегая ошибки при создании своей предыдущей игры. Работая над окружающим миром, команда вдохновлялась разными древними культурами человечества.
Оценки игры можно охарактеризовать в целом, как смешанные. По версии агрегатора Metacritic средняя оценка Aporia: Beyond The Valley составляет 71 балл из 100 возможных. Критики похвалили Aporia за её сюжетную линию и окружающее пространство. Оценки головоломок были разные в зависимости от обзора, однако некоторые критики указали на наличие внутриигровых ошибок.

## Игровой процесс
Игра представляет собой приключенческую головоломку, где согласно сюжету главная героиня пробуждается из многовекового крио-сна, чтобы обнаружить себя в неизвестной стране, в которой ни осталось не одной души. Персонаж должен изучать местность и постепенно выяснять, что произошло. Для этого игроку необходимо изучать фрески на случайных руинах, раскрывающие детали истории. Сама Aporia не прямолинейна, так как из-за возможности путешествовать по разным локациям игрок может сам выбирать места для исследования, ключевые же эпизоды оставлены на самый финал.
Почти половину игрового времени требуется непосредственно на путешествие среди локаций, позже игрок получает навигационную карту. В самом начале игры, героиня получает в своё распоряжение устройство, позволяющее например освящать тёмные пространства, заставлять быстро расти растения, чтобы заполучить лечебные цветы или же иметь возможность вскарабкаться по лианам. Тем не менее на использование прибора (кроме, как фонаря), требуется энергия, которую, которую можно раздобыть в кувшинах, спрятанных в ящиках или кустах. Опасность в игре представлена в виде призраков, норовящих напасть на героиню, их нужно стараться избегать.
На пути, героиня будет сталкиваться с разного рода головоломками, например необходимость провести воду по системе каналов чтобы заполнить бассейн, или же добыть недоступный предмет. В некоторых случаях каналы недоступны и требуется искать обходной путь для воды. Также игрок может выравнивать платформы с помощью грузил и внимательно следить за тем, чтобы не попасть в ловушку. Конечная цель игрока — собрать все необходимые артефакты и с их помощью открыть проход в гробницу. В игре также есть побочные головоломки, позволяющие собирать осколки витража к секретной комнате.

## Разработка
Разработкой игры занималась независимая датская студия Investigate North, расположенная в Копенгагене, которая сотрудничала с датскими кинематографистами, такими, как Оле Сёндберг, известный, как продюсер фильма «Девушка с татуировкой дракона». Игра была создана и использованием игрового движка CryEngine, разработчики рассматривали другие движки, однако CryEngine по их мнению позволяла быстрее всех создавать прототипы и механики. Команда также получала помощь со стороны студии Deceit. Разработчики должны были умерить свои амбиции в рамках имеющегося бюджета и времени, в итоге, как команда призналась, им пришлось отказаться от 40 % функций в игре.

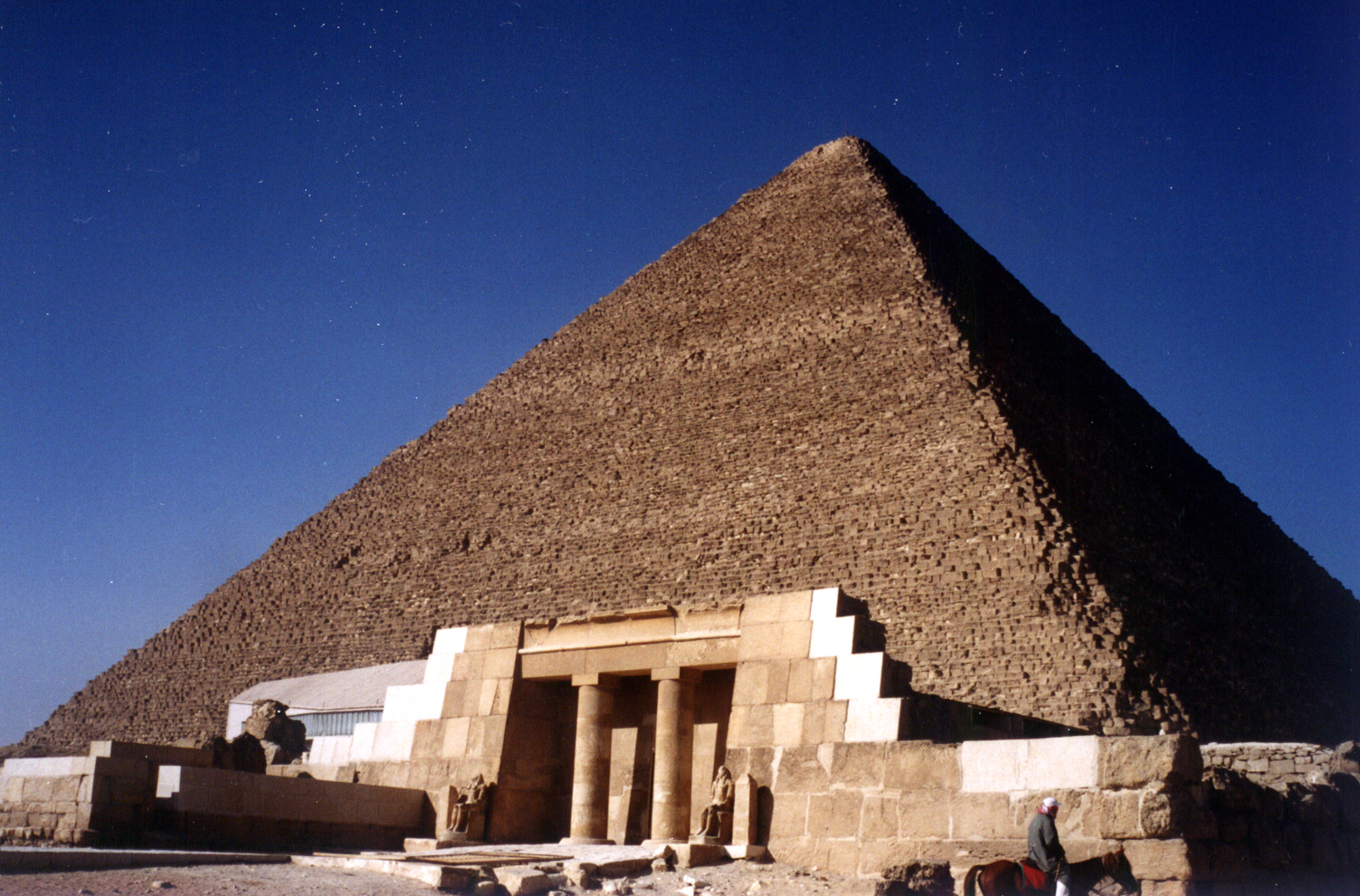
Разработчики при создании игрового мира вдохновлялись древними цивилизациями, в том числе и Египтом

Investigate North задала перед собой цель создать повествовательное исследование «без единого слова» о потере и депрессии. Разработчики вдохновлялись игрой Journey, которая также демонстрирует историю через сообщения и атмосферу, однако цель Aporia заключалась в передаче более конкретной цели и идеи в том, что «у игрока должны быть совершенно разные интерпретации того, кто такие персонажи, каковы их отношения и каковы они… Это скорее конкретная история, которая открыта для интерпретации, а не ощущение того, почему эта история существует», команда разработчиков проводила множество испытаний, где тест-игроки должны были рассказывать, что они поняли из истории, вплоть до того момента, когда игроки уже в целом ясно могли ответить, о чём была эта самая история. Для помощи в достижении своих целей, разработчики заручились поддержкой со стороны некоторых датских сценаристов и продюсеров.
Команда заметила, что хотела избежать ошибки вместе с выпуском из первой игры Cloud Chamber, когда игровая аудитория не могла прийти к соглашению, о чём шла речь в игре. Основным средством для передачи сюжетной линии и предыстории Эз’рат Квин служат фрески на стенах, при этом разработчики долгое время спорили про стиль анимации, о том, какую информацию стоит добавить и вместе с ними, сколько разных теорий можно передать с конкретными фресками. Работая над головоломками, команда вдохновлялась играми Myst, однако старалась не делать их слишком «извращёнными», разработчики заметили, что им необходимо было соблюдать баланс между тем, чтобы не сделать головоломки слишком сложными, чтобы игрок в результате чувствовал себя оторванным от сюжета, а также, чтобы головоломки по прежнему оставались достаточно сложными и чувствовались частью сюжета. Сюжетные пробелы также решалась с помощью анимаций, созданных для передачи ключевых сюжетных моментов и иконографии головоломок. Также разработчики пошли на необычный ход, частично меняя сам жанр игры по ходу прохождения, так, если в начале Aporia имеет чётко линейное прохождение, то позже она предлагает изучение открытого мира. Это были сделано в том числе для предания большей неясности предыстории мира и возможности для более разных интерпретаций. При создании самой игровой вселенной, разработчики вдохновлялись самыми разными цивилизациями, но с выраженным южноамериканским колоритом. Команда также вдохновлялась архитектурой древнего Египта, а также в архитектуре заметно небольшое западное и северо-европейское влияние. Разработчики заметили, что хотели передать чувство таинственности и одиночества, факт существования таинственной, но некогда величественной цивилизации, чтобы игрок размышлял о том, «каким был мир в то время», некоторые локации в том числе были созданы под вдохновением памятника стоунхендж, где головоломки требуют сопоставлять предметы с расположением света.

## Анонс и выход
10 мая 2017 года в интернете был опубликован трейлер Aporia. Официальный анонс игры объявили Investigate North совместно с издательством Green Man Gaming Publishing, заявив о совместном выпуске игры Aporia: Beyond The Valley — «приключенческой головоломки от первого лица», которая выйдет 19 июля 2017 года для персональных компьютеров в Steam.
Ещё за неделю до своего выхода, игру могли опробовать разные представители игровой прессы, среди которых например были PC Gamer, Game Reactor, BBC Newsbeat и другие. Оценка прессы была в основном положительной.
После выхода, рейтинг одобрения на сайте Steam был очень высоким, а затем команда выпустила ряд обновлений, призванных исправить некоторые из проблем в игре, указанных игроками. Помимо этого, команда добавила в игру расширение на тему Хэллоуина с некоторыми дополнительными элементами игрового процесса. Aporia была удостоена звания инди-игры 2017 года на движке CryEngine на вручении, организованным создателями CryEngine. 3 октября 2017 года в интернете был опубликован альбом под названием «Aporia: Beyond the Valley Official Soundtrack» композитора Троельса Нюгора, в котором собраны 23 песни, звучавшие в Aporia.

## Критика
| Сводный рейтинг    | Сводный рейтинг |
| Агрегатор          | Оценка          |
| ------------------ | --------------- |
| Metacritic         | 71/100          |
| Иноязычные издания |                 |
| Издание            | Оценка          |
| PlayGround.ru      | 8,5/10          |
| God is a Geek      | 7,5/10          |
| Everyeye.it        | 7,5/10          |
| Eurogamer          | 7/10            |
| COGconnected       | 58 %            |

Оценки игры можно охарактеризовать в целом, как смешанные. По версии агрегатора Metacritic средняя оценка Aporia: Beyond The Valley составляет 71 балл из 100 возможных.
Критик российского сайта PlayGround заметил, что Aporia далеко не самый сложный представитель своего жанра, однако она остаётся неожиданной и за пять-шесть часов прохождения успевает не раз изменится, хотя не так радикально, как это делает Get Even. Тем не менее критик заметил, что головоломки — это не главное для игры, а сама история и опыт исследования нового мира. Учитывая также, что с игровым движком CryEngine окружающее пространство по мнению критика получилось действительно живописным. Представитель сайта God is a Geek заметил, что Aporia — это доказательство того, что хорошая история не обязательно должна быть рассказана без единого слова. Критик признался, что буквально с самого начал был очарован окружающем пространством Апории и это только подогревало интерес критика к его её изучению. Тем не менее, по мере раскрытия новых деталей лора, критику становилось понятным, что окружающий мир Эз'рат Квин не только поражает своей красотой, но и чувством печали, потери, смерти и одиночества. Игра не линейна и постоянно позволяет найти персонажу новый путь, что роднит игровой процесс с такими играми, как Journey или The Witness. Сами головоломки критик охарактеризовал, как довольно тяжёлые, до такой степени, что игроку придётся решать их методом проб и ошибок.
Критик сайта Eurogamer заметил, что Aporia фактически с самого начала удаётся заинтриговать игрока, именно тем, «что это за цивилизация, почему она исчезла, почему героиня осталась одна и как она лично связана с прошлым цивилизации». Игра очаровывает своими ландшафтами и несомненно в ней прослеживается наследие культовой игры Myst. Тем не менее критик оставил сдержанный отзыв об игре, указав на ряд технических недостатков игры, а также трудностей, возникающих при понимании того, куда идти и когда всё в начале кажется идеальным, но на самом деле это не так. Что касается технической составляющей, критик заметил, что во время от времени игра зависала и даже аварийно выключалась во время активации некоторых механизмов. Данный недостаток сильно портит впечатление от игры. Критик сайта COGconnected также назвал Aporia современным взглядом на Myst. Хотя игра не даёт себя чувствовать современным симулятором ходьбы, как Firewatch или Gone Home, тем не менее с точки зрения игрового процесса Aporia это исключительно ретро-игра, которая черпает влияние классики прошлого. Также критик признался, что игре в полной мере удаётся передать чувство ужаса перед одиночеством. Тем не менее обозреватель указал на низкое качество представленных головоломок, а также несмотря на интересную завязку, фактически отсутствие прогресса в сюжете и причину, по которой игрок мог бы подольше задержаться в игре. В целом критик подытожил, что Aporia подойдёт далеко не всем игрокам, но понравится определённой аудитории поклонников приключенческих головоломок по подобии Myst.

## Внешние ссылки
aporiathegame.com — официальный сайт Aporia: Beyond the Valley